# رتسباخ
رتسباخ (به آلمانی: Retzbach) یک منطقهٔ مسکونی در اتریش است که در ناحیه هولابرون واقع شده‌است. رتسباخ ۱٬۰۳۸ نفر جمعیت دارد.